# Karoulie
Les Karoulia (en grec moderne : Καρούλια, signifie « désert ») est une zone où l'on trouve des Ermitages (ou Askitaria - Hesychasterion) des moines anachorètes de la République monastique du Mont-Athos, à l'extrémité est de la presqu'île.

## Description
Les moines s'y retirent pour se consacrer seuls avec Dieu à la prière (hésychasme) et à l'ascèse. Leurs habitations sont des grottes ou de petites cabanes, abris accrochés au flanc de la montagne, à 500 et 100 m au-dessus de la mer. Karoulia dépend du Monastère de la Grande Laure de l'Athos (ou Grande-Lavra ). Pour y vivre, il faut une permission spéciale difficile à obtenir. On y accède par des échelles ou une corde. Les moines y  prient seuls ou parfois à quelques-uns (Scète de Saint-Savas) en contemplant la mer et le paysage. Ils expérimentent la prière en solitaires,. Parmi eux il y eut autrefois, des moines « brouteux » végétariens (βοσκοί), se nourrissant uniquement de plantes et d'herbes.
Le port (môle) de Karoulie s'appelle Katounakia.

### Ermitescélèbres
- Nikon de Karoulie (en) (1875-1963)
- Philarète de Karoulie
- Staretz Tikon[4]
- Païssy Velitchkovsky (saint) (1722-1794)
- Théodose de Karoulie, Hiéromoine (saint)[5],[6]
- Sophrony (Sakharov) (1896-1993, Archimandrite Sophrony), ermite de Karoulia, exilé en France

### Skites
- Skite du Prophète Élie
- Ermitage de la Résurrection

### Film
On trouve sur Internet une vidéo en six parties sur Karoulie du Mont-Athos intitulée : Τα φρικαλέα Καρούλια Αγιου Ορους (« L'horrible désert de la Sainte Montagne »).